# GRC
O acrônimo GRC tem origem na união dos termos governança, riscos e compliance, ou em inglês, governance, risk and compliance.  Uma tendência recente, de integração das áreas de conhecimento de Gestão de Riscos, Governança Corporativa e práticas de auditoria e controle que visa garantir a conformidade com leis, regulamentos, imposições de padrões consolidando-os dentro de um único modelo, integrado inteligentemente e tendo como um dos seus objetivos a unificação dos interesses comuns e conciliação de interesses opostos de cada uma destas funções.

## G+R+C
Para que se entenda o significado do GRC, é necessário que o mesmo seja compreendido dentro de um contexto global, evitando analisar cada uma das palavras separadamente.
Com a pressão cada vez maior dos interesses dos acionistas sobre as organizações, normatizações cada vez mais detalhadas a respeito da maneira com que os diversos elementos da organização devem se comportar, e o aumento da importância de se ter cada vez mais controle e transparência sobre incertezas nos resultados das organizações às diversas partes interessadas (acionistas majoritários e minoritários, governo, comunidade, etc...) as empresas passaram a adotar, inicialmente, de maneira isolada e espalhada pela organização práticas distintas de governança, gestão de riscos e controle, que muitas vezes se mostravam redundantes aos de outras áreas, ou até mesmo, traziam conflitos de interesse, no conjunto, perda de produtividade, gastos desnecessários e ambientes conflituosos, caracterizados por disputas internas constantes originadas da redundância ou dubiedade das funções, busca por culpados ao invés de soluções e interações políticas difíceis dentro das organizações. As decisões se tornaram difíceis com tendência de perda de agilidade, tão necessária na gestão moderna das empresas.
É neste contexto que se observa a necessidade de integração das diversas iniciativas corporativas que até então atuavam em separado, tais como segurança da informação; vendas e entrega de projetos, produtos ou serviços, gestão de recursos humanos, atendimento ao cliente, "marketing", gestão de tecnologia da informação, conselhos de administração, comitês de ética, escritórios de gestão de projetos e muitas outras iniciativas que se integram ao programa de GRC da organização.
Não se trata, portanto de mais uma área, ou mesmo 3 áreas (Governança, Risco, Compliance ou Controles) que devem atuar em conjunto. Trata-se sim de uma proposta de integração da organização em torno de um modelo único de trabalho, que evite gastos com controles redundantes, conflitos na tomada de decisão e facilite o alinhamento com os negócios e o enfrentamento dos problemas apresentados anteriormente.
Sempre lembrando a necessidade de se ter o entendimento abrangente da aplicação da "filosofia" GRC nas organizações modernas, vamos voltar ao principio e definir cada um dos termos que compõem o acrônimo:
- Governança refere-se genericamente a forma com que as decisões são tomadas nas organizações. Envolve definição de políticas, procedimentos, responsabilidades e autoridades para que a organização defina suas diretrizes e objetivos, coordenando pessoas, processos e tecnologias para alcança-los. A governança visa coordenar as diversas gestões da empresa em torno de um objetivo comum e garantindo transparência e eqüidade para com todas a partes interessadas, sejam estas acionistas (majoritários ou minoritários), clientes, membros ou órgãos da sociedade, governo, concorrentes, etc...

- O Risco pode ser definido como o efeito das incertezas nos objetivos, é relacionado então a probabilidade de um evento ocorrer e a possíveis impactos do evento nos objetivos de negócio. Através da Gestão dos Riscos a organização procura antecipar-se a perdas resultantes de falhas nos procedimentos, sejam estas causadas acidentalmente ou não, ameaças externas, econômicas, ambientais, de mercado ou qualquer evento que possa prejudicar os interesses da organização ou impedir que oportunidades importantes ao sucesso da empresa sejam aproveitadas

- Compliance explicita o quanto a organização está adequada a normas, legislações, procedimentos e boas práticas, recomendaveis ou obrigatória. Gerenciar compliance é estar apto a manter a organização adequada a estes requisitos através da implantação, monitoramento e auditoria de controles de modo a garantir e comprovar a adequação a eles.

Fica fácil então compreender a relação que existe entre todas estas áreas de conhecimento, já que leis e normas são desenvolvidas para proteger interesses diversificados, os procedimentos devem garantir que os resultados da empresa sejam os melhores possiveis, de acordo com a expectativa de seus acionistas, a estratégia da empresa deve ser implementada de maneira transparente e constantemente comunicada a todos os impactados. Para garantir a correta medição dos indicadores, a manutenção da estratégia e a tomada de decisão com base em indicadores apropriados e por pessoas apropriadas, a organização lança mão de controles, que evidenciam cada passo importante da operação e gestão da empresa.
Simplificando, podemos observar o resultado da aplicação do GRC em uma microcelula da organização, tendo por base a sua implementação em um escritório de gestão de projetos, em que práticas de gestão são seguidas com base no PMBOK, cronogramas servem para controlar o prazo do projeto, mudanças de escopo originam análises de impacto e relatórios consolidados servem para que os riscos, atrasos, custo além do esperado, qualidade negligenciada, descumprimento de regulamentações, dentre outros sejam corretamente avaliados e pesados por todos os seus "stakeholders".

## Benefícios
Após a implantação de um programa GRC, espera-se que rapidamente alguns benefícios sejam percebidos, tendo em destaque, dentre varios outros, os seguintes:
- Redução de custos causados por redundância nos controles internos e processos da organização
- Melhoria da integração entre as áreas e por conseqüência diminuição dos custos com a Gestão da Informação
- Aumento significante da eficiência das diversas ações de melhorias já em curso nas empresas
- Aumento do grau de previsibilidade
- Aumento da transparência entre as gestões internas e partes interessadas externas da organização
- Melhoria da sensibilidade da organização a respeito de incertezas e qualquer tipo de indício de oportunidade ou ameaça a ser tratada
- Aumento da competitividade e melhoria na capacidade das organizações inovarem em ambientes dinâmicos e incertos
- Maior resistências das organizações a crises de mercado

## Ligação externa
- http://www.grcti.com.br/
- http://www.oceg.org/
- http://sox.mashnetworks.com/
- http://www.ibgc.org.br/Home.aspx
- http://corp-integrity.blogspot.com/
- http://www.forrester.com/rb/research
- http://www.cfo.com
- http://www.complianceweek.com
- http://www.thecro.com/
- http://www.grcroundtable.org/
- http://mgt.ncsu.edu/erm/
- http://www.opriskandcompliance.com/
- Governança, Risco e Compliance (GRC) - "Baguete"